# Giorgio Francia
Giorgio Francia, född 8 november 1947 i San Giorgio di Piano, är en italiensk racerförare.

## Racingkarriär
Francia försökte kvalificera sig till två formel 1-lopp, det första säsongen 1977 och det andra säsongen 1981, men han misslyckades vid båda tillfällena. Han tävlade senare i standardbilar till och med 1990.

## F1-karriär
| Säsong | Stall/Tillverkare  | Poäng | Placering |
| ------ | ------------------ | ----- | --------- |
| 1977   | Brabham-Alfa Romeo | 0     | –         |
| 1981   | Osella-Ford        | 0     | –         |